# Eirik Granaas
Eirik Julius Granaas (* 24. März 2010 in Norwegen) ist ein norwegischer Fußballspieler. Der Mittelfeldspieler steht aktuell beim norwegischen Erstligisten Fredrikstad FK unter Vertrag.

## Karriere
Granaas startete seine Karriere beim Mjøndalen IF, wo sein Vater auch Trainer war.
Nachdem Granaas im Januar 2025 in die Jugend von Fredrikstad gewechselt und mit der ersten Mannschaft ins Trainingslager auf Gran Canaria geflogen war, unterzeichnete er im März 2025 seinen ersten Profivertrag, gültig bis Ende 2027. Sein Profidebüt feierte er am 12. April 2025 in der ersten Runde des norwegischen Pokals wurde er in der 59. Spielminute für Patrick Metcalfe eingewechselt und gewann mit Fredrikstad 4:0 beim Sarpsborg FK. Auch in der zweiten Runde wurde der 15 Jahre alte Norweger beim 5:0 über Flint Fotball in der 67. Spielminute für Jacob Hanstad eingewechselt. 
Am 22. Juni 2025 feierte er sein Eliteserien-Debüt, bei der 0:3-Auswärtsniederlage gegen den Viking FK. wurde er in der 83. Spielminute für Rocco Shein eingewechselt. Bei seinem Debüt war Granaas 15 Jahre und 90 Tage alt und löste damit, nach über 11 Jahren, Martin Ødegaard (15 Jahre, 117 Tage) als jüngsten Spieler der je ein Eliteserien-Spiel absolvierte ab.

## Familie
Eirik Granaas großer Bruder ist Sondre Granaas, der aktuell bei Molde FK unter Vertrag steht und norwegischer U-19 Nationalspieler ist.
Sein Vater Lars Granaas ist ebenfalls ehemaliger Juniorennationalspieler und Fußballprofi. Aktuell ist er Trainer bei der zweiten Mannschaft von Mjøndalen IF.